# Richard B. Figlar
 (juillet 2023).
Richard B. Figlar est un botaniste américain, spécialiste des Magnolias. Il est directeur scientifique de la Magnolia Society International.